# 夜釣十六
夜釣 十六（よづり じゅうろく、1988年 - ）は、日本の小説家。女性。

## 経歴・人物
石川県白山市出身。2016年、伊藤万記名義で応募した「冬の虫」が第26回ゆきのまち幻想文学賞大賞を受賞する。同年、「楽園」で筑摩書房と東京都三鷹市が共催する第32回太宰治賞を受賞する。同作を書いたきっかけについて、「急病で亡くなった先輩が倒れる直前まで書いていた未完の作品のタイトルを受け継ぎ、新しい物語を書いた」と語り、ペンネームは、「先輩の旧友を中心とする小説好きの集まり〈夜釣りの会〉のメンバーが、自分を入れて16人であることから付けた」としている。選考委員の荒川洋治は、「楽園」について、「自分の今の年齢で想像できる戦争やそれと人間の関わりなどについて、総合的に見ていこうとするこれまでにない深みのある作品」と評価している。2017年には伊藤万記名義で応募した『月と林檎』で女による女のためのR-18文学賞友近賞を受賞する。
14歳のころから物語を書いている。好きな作家としてレイ・ブラッドベリを挙げており、吉村昭からも影響を受けたという。

## 作品リスト

### 単行本
- 『楽園』(夜釣十六 名義)（2017年4月 筑摩書房）

### 雑誌掲載作品
小説作品
- 「月と林檎」(伊藤万記 名義) - 『小説新潮』2017年5月号
- 「トラバース」(伊藤万記 名義) - 『小説現代』2018年3月号
- 「葡萄を踏む」(伊藤万記 名義) - 『小説新潮』2018年5月号

エッセイ
- 「月下美人」(夜釣十六 名義) - 『群像』2016年11月号

### アンソロジー収録作品
- 「冬の虫」(伊藤万記 名義) - 『ゆきのまち幻想文学賞小品集 26』（2017年3月 企画集団ぷりずむ）